# Bilyc'ke
Bilyc'ke è una hromada ucraina di 7 000 abitanti.
Bilyc'ke (in ucraino Білицьке?; in russo Белицкое?, Belickoe) è un centro abitato dell'Ucraina, situato nell'oblast' di Donec'k.